# Dorohostaje Małe
Dorohostaje Małe (ukr. Малі Дорогостаї) – wieś na Ukrainie, w obwodzie rówieńskim, w rejonie dubieńskim, w hromadzie Młynów. W 2001 roku liczyła 862 mieszkańców, spośród których 859 wskazało jako ojczysty język ukraiński, 2 rosyjski, a 1 inny.
W okresie międzywojennym wieś znajdowała się w granicach II RP, wchodząc w skład gminy Młynów w powiecie dubieńskim, w województwie wołyńskim.
W czasie okupacji niemieckiej mieszkający tutaj Ukraińcy - dwie rodziny Pawłowskich oraz Lubow Szydłowska - ukrywały Żydów. W 1978 roku Instytut Jad Waszem uhonorował za to głowy obu rodzin, braci Petra i Ihnata Pawłowskich, tytułami Sprawiedliwych wśród Narodów Świata. Lubow Szydłowska otrzymała tę nagrodę w 1998 roku.